# 舊波克羅夫卡

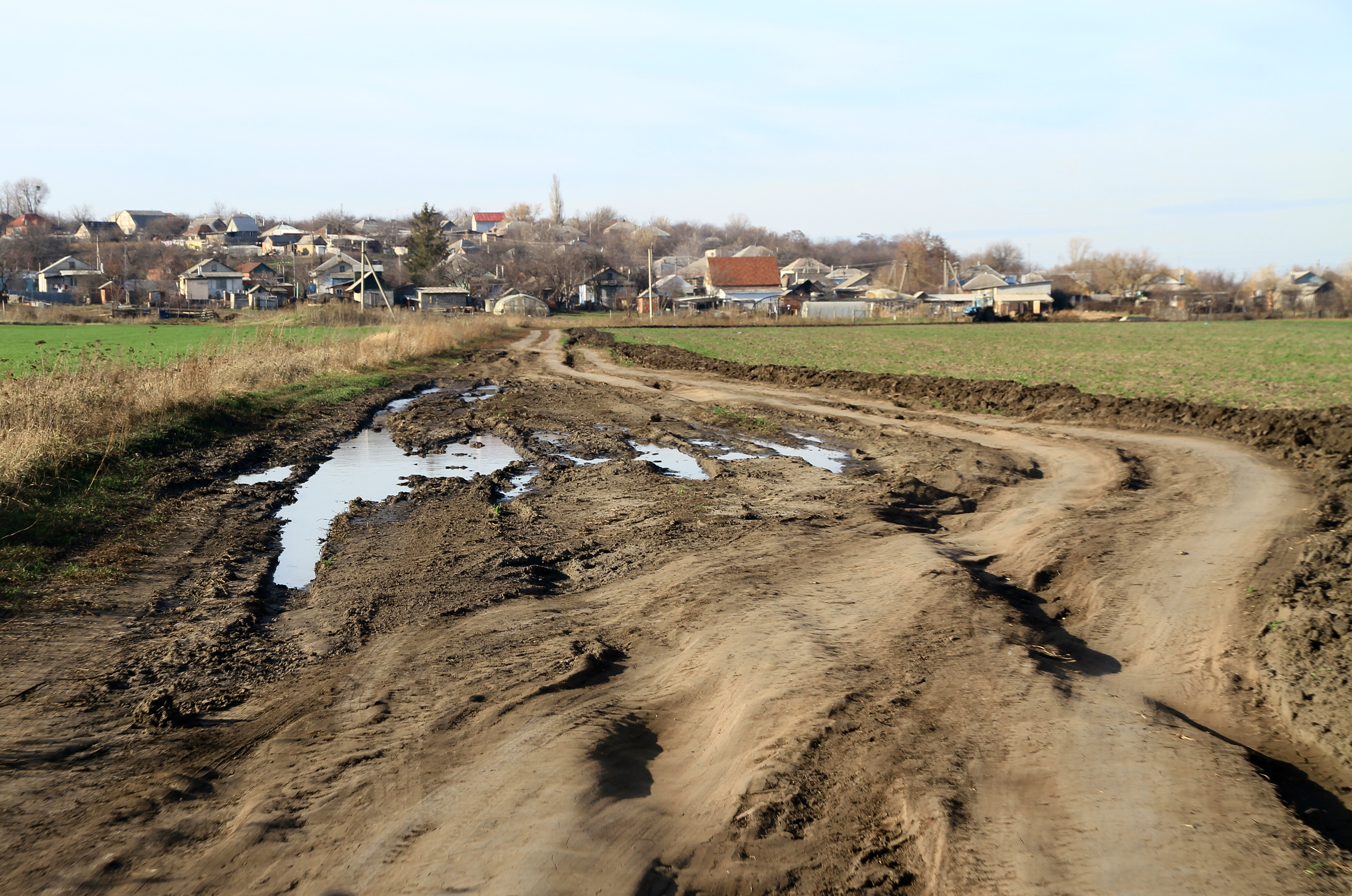

49°48′51″N 36°32′16″E / 49.81417°N 36.53778°E
舊波克羅夫卡（烏克蘭語：Стара Покровка）是位於烏克蘭東部的村莊，由哈爾科夫州丘胡伊夫区的新波克羅夫卡市鎮負責管轄。該村始建於1648年，面積1.58平方公里，海拔高度125米，2001年人口916，人口密度每平方公里579.8人。